# Quercus kouangsiensis
Quercus kouangsiensis A.Camus – gatunek roślin z rodziny bukowatych (Fagaceae Dumort.). Występuje naturalnie w Chinach – w prowincjach Guangdong, Hunan i Junnan, a także w regionie autonomicznym Kuangsi.

## Morfologia
PokrójZimozielone drzewo dorastające do 15 m wysokości.
LiścieBlaszka liściowa jest skórzasta i ma podługowato eliptyczny lub lancetowaty kształt. Mierzy 12–20 cm długości oraz 3,5–5,5 cm szerokości, jest piłkowana na brzegu, ma klinową nasadę i spiczasty wierzchołek. Ogonek liściowy jest omszony i ma 15–30 mm długości.
OwoceOrzechy o elipsoidalnie obłym kształcie, dorastają do 50 mm długości i 25 mm średnicy. Osadzone są pojedynczo w dzwonkowatych miseczkach do 50–70% ich długości. Same miseczki mierzą 25–34 mm średnicy.

## Biologia i ekologia
Rośnie w wilgotnych wiecznie zielonych lasach. Występuje na wysokości do 2000 m n.p.m. Owoce dojrzewają w październiku.